# وسائل تعزيز العلاقات الاجتماعية بين أعضاء الفريق الواحد
وسائل تعزيز العلاقات الاجتماعية بين أعضاء الفريق الواحد، والتي يشار إليها تاريخيًا باسم الوسائل العاطفية الاجتماعية، هي أعمال القيادة التي يقوم بها عضو واحد أو أكثر من أعضاء مجموعة ما لتعزيز العلاقات الاجتماعية بين أعضاء المجموعة. وتهدف هذه الوسائل والأفعال إلى زيادة الفاعلية الكلية للمجموعة وخلق مناخ تفاعل أكثر إيجابية داخل المجموعة.

## المفهوم
تتناقض وسائل تعزيز العلاقات الاجتماعية مع أعمال المهمة، والتي تُعتبر تلك الإجراءات التي يتم اتخاذها لتمكين المجموعة من إكمال مهمة أوغاية معينة.
وفي ضوء صياغة مفهومها على يد الباحث بعلم النفس الاجتماعي كورت ليفين في أبحاثه الكثيرة التي تناولت تفاعل المجموعات خلال فترة الأربعينيات من القرن الماضي، فقد امتدت وسائل تعزيز العلاقات الاجتماعية لتشمل تخصصًا يتناول دراسات القيادة من خلال أعمال دوجلاس ماكجريجور في بيانه الحاسم حول مبادئ القيادة، والذي حمل عنوان الجانب البشري في المؤسسة. لقد حاولت كتب لا حصر لها وأدلة، كانت تتناول مسألة «كيفية الأداء» فيما يتعلق بقيادة الفريق والمجموعة تم تأليفها منذ ألف ليفين أعماله، تحديد تلك الأنشطة التي يمكن الاعتماد عليها في حالات المجموعات لتعزيز وزيادة مشاعر الصداقة والحميمية والتعلق بين المشاركين في مجموعة ما.
ويمكن فهم وسائل تعزيز العلاقات الاجتماعية بأنها تلك الأنشطة التي تعزز عمل المجموعة مثلما يحافظ السائق على السيارة ويصونها من خلال وضع الزيت في المحرك أو بالتأكد من أن الإطارات بها ضغط كافٍ.

## الأنواع
لقد حدد ليفين على وجه الخصوص عشرة أنواع من وسائل تعزيز العلاقات الاجتماعية وهي: تشجيع المشاركة، وتأليف وتوطيد العلاقة، وتخفيف التوتر، والمساعدة على الاتصال، وتقييم المناخ الانفعالي، ورصد مسار العمل، وتحديد المعايير، والاستماع الفاعل للآخرين، وبناء الثقة، وحل المشكلات بين الأفراد.
والأكثر تمييزًا وشهرة بين الأنواع العشرة هو تخفيف التوتر أو الشخص الذي يقوم بتخفيف التوتر داخل المجموعة من خلال المزاح وسرد الفكاهات والقصص واقتراح الحصول على استراحة أو بعض أنشطة المرح (خلافًا للقيام بالمهمة). وكثيرًا ما يعرّف كتّاب لاحقون في مجال المجموعات والقيادة الشخص الذي يقوم بهذا الدور بأنه «مُهرّج» المجموعة.
وخلافًا لذلك، فإن أصعب ما يمكن تمييزه يتمثل غالبًا فيمن يتولى مسؤولية رصد مسار العمل، مثل ملاحظة المشاركين، أو الشخص الذي يراقب التفاعل داخل المجموعة، حيث يُظهر ملاحظاتهم ويشاركها مع أعضاء المجموعة الآخرين من خلال الاستمرار في تحديد الطرق التي تصبح من خلالها سلوكيات المجموعة غير مناسبة أو غير منظمة؛ مما قد يُخرج المجموعة عن مسار محاولتها الصحيحة لتحقيق غاية ما.
وأما النوع الذي يتمثل في تيسير عمل المجموعة، فيعد أكثر الأنواع قيمة وأهمية، حيث يتحمل القائم به على عاتقه مسؤولية حل المشكلات بين الأفراد أو يكون لدى هذا الفرد القدرة الطبيعية على مساعدة الأفراد على حل مشكلاتهم بطريقة غير مهنية، ويجذب الأفراد الآخرين في المجموعة إليه من خلال حميميته وتفتّحه.

## نظرية السلوك
إن نجاح أعمال ليفين في تحديد أنشطة المجموعات هذه يُنسب إلى تفسيره لها في إطار مصطلحات نظرية السلوك في سياق نظرية الدور. وقد تناقض هذا مع كل من الأبحاث السابقة والتالية التي كانت تعتمد على مثل هذه المصطلحات التصويرية غير الواقعية لسلوكيات المجموعة، مثل اقتناص النقاط ويمثله النسر أو التجلد والصبر ويمثله الدب أو التجاهل (خلق تشويش بين المشاركين بالمجموعة الذين قد لا يكون لديهم نفس الأفكار حول سلوك الحيوانات طبقًا لصاحب النظرية التي اقترحت هذه المصطلحات). لقد حاول ليفين أيضًا أن يشرح وسائل تعزيز العلاقات الاجتماعية هذه داخل سياق التجربة الفورية لمشارك ما بالمجموعة، بما يخالف الأدوار المرتبطة بشخصية الفرد المميزة. لقد طرح المعالج النفسي للمجموعات إرفين يالوم رؤية مخالفة لتلك التي يحملها ليفين في موقفه من أن سلوكيات المجموعة تظهر في تجارب المجموعة الأولى الخاصة بأحد الأفراد (في المقام الأول الأسرة المؤسِسة)، ثم انتقلت معهم من مجموعة إلى مجموعة خلال بقية حياتهم.
ويمكن أيضًا النظر إلى ظهور وسائل تعزيز العلاقات الاجتماعية من خلال ثلاثة مستويات من التفاعل داخل المجموعة. في المستوى الأول، توجد أفعال فردية داخل المجموعة يمكن اعتبارها وسائل تعزيز علاقات اجتماعية. وعلى المستوى الثاني، يوجد أفراد تشير غالبية أفعالهم إلى أن لديهم شخصيةً تتميز بالقدرة على تعزيز العلاقات. وفي المستوى الأرقى، توجد مجموعات تقوم بدور التفاعل الاجتماعي والدعم كغاية رئيسية؛ ومن ثمّ تعتبر مجموعات تعزيز علاقات اجتماعية. وكثيرًا ما يُنظر إلى مجموعات تعزيز العلاقات الاجتماعية داخل المجتمع باعتبارها مجموعات دعم؛ فهي مجموعات من الأفراد الذين يلتقون بهدف تدعيم العلاقات وحل المشكلات من خلال مشاركة التجارب، مثل مجموعات الناجين من مرض السرطان أو الأفراد الذين يتعاملون مع فَقد أحد الأحباب.
لقد تطورت وسائل تعزيز العلاقات الاجتماعية داخل الفريق لتصبح أساس نظريات علم النفس الاجتماعي العديدة حول القيادة وتفاعل المجموعات، مثل نموذج فيدلر للأعمال الموزعة لقيادة المجموعات؛ ونموذج باليز لتحليل عملية التفاعل؛ ونموذج بلانشارد وهيرشي للقيادة الفعّالة.
لقد أشار بلانشارد وهيرشي إلى أن القادة الأكثر نجاحًا يجمعون كلًا من وسائل تعزيز العلاقات الاجتماعية داخل الفريق والأعمال المتعلقة بالقيام بالمهام لمدى محدد، بناء على قدرات أعضاء المجموعة وتجاربهم من أجل تحقيق أفضل الأساليب نجاحًا لقيادة المجموعات وعملياتها. وقد تم التأكيد بوضوح على مفهومهما بطريقة مثيرة للانتباه في أحد أعمال هيرمان ووك الشهيرة والمتمثلة في رواية تمرد كين (The Caine Mutiny)، حيث كان ووك الوجه المعارض لقائد يتمثل في شخصية الكابتن كويج الذي يهتم بفاعلية كافة الأعمال المتعلقة بإنجاز المهام، مقارنة بالقائد الذي يجمع بين وسائل تعزيز العلاقات الاجتماعية داخل الفريق فضلاً عن وسائل إنجاز المهام، وهذا يتمثل في شخصية كابتن دي فرياس. ففي الرواية، يمكن اعتبار فشل كويج في التعرف الدقيق على المزيج الضروري الذي يجمع بين وسائل تعزيز العلاقات الاجتماعية ووسائل إنجاز المهام داخل المجموعة، وذلك ليتناسب مع وضع محدد لمركب سلاح البحرية الخيالية U.S.S. وربما يُنظر إلى كين بذلك على أنه السبب الرئيسي في سقوطه الحتمي، وهو ما أدى إلى «تمرد» ملاحي السفينة خلال مهمة محددة وخطيرة وسط الإعصار. لقد تكررت هذه الفكرة لاحقًا في شكل سينمائي حديث في فيلم المد والجزر القرمزي (Crimson Tide)، والذي قدّم شخصية قائد لديه القدرة على تنفيذ وسائل إنجاز المهام (قام بهذا الدور جين هاكمان) مقارنة بموظف تنفيذي يتميّز بقدرات على تنفيذ وسائل تعزيز العلاقات الاجتماعية داخل الفريق (قام بهذا الدور دينزل واشنطن)، وذلك في صراع على الاستحواذ على عقول وقلوب طاقم غواصة U.S. البحرية الخيالية.
ومن الآراء الأشهر اليوم بين قادة المجموعات والذين يقومون بأدوار تيسيرية داخلها أن المجموعات نادرًا ما ترى القادة الذين يختارون بصورة حصرية أحد أطراف أعمال إنجاز المهام مقارنة بالطرف الآخر لوسائل تعزيز العلاقات الاجتماعية داخل الفريق، ويميلون أكثر إلى رؤية قائد يجمع نمطه بين نمطي القيادة من خلال طرق مختلفة ترتبط بمدى استيعابهم لقدرتهم على القيادة.